# Englische Fußballnationalmannschaft (U-20-Männer)
Die englische U-20-Fußballnationalmannschaft ist eine Auswahlmannschaft englischer Fußballspieler. Sie unterliegt dem englischen Fußball-Verband FA und repräsentiert ihn international auf U-20-Ebene, etwa in Freundschaftsspielen gegen die Auswahlmannschaften anderer nationaler Verbände oder bei der U-20-Fußball-Weltmeisterschaft.
Das beste Ergebnis bei einer Weltmeisterschaft erreichte die Mannschaft 2017 in Südkorea, als sie mit einem Finalsieg gegen Venezuela erstmals Weltmeister wurden.

## Teilnahme an U20-Fußballweltmeisterschaften
| 1977 | nicht qualifiziert |
| 1979 | nicht qualifiziert |
| 1981 | 4. Platz           |
| 1983 | nicht qualifiziert |
| 1985 | Vorrunde           |
| 1987 | nicht qualifiziert |
| 1989 | nicht qualifiziert |
| 1991 | Vorrunde           |
| 1993 | 3. Platz           |
| 1995 | nicht qualifiziert |
| 1997 | Achtelfinale       |
| 1999 | Vorrunde           |
| 2001 | nicht qualifiziert |
| 2003 | Vorrunde           |
| 2005 | nicht qualifiziert |
| 2007 | nicht qualifiziert |
| 2009 | Vorrunde           |
| 2011 | Achtelfinale       |
| 2013 | Vorrunde           |
| 2015 | nicht qualifiziert |
| 2017 | Weltmeister        |
| 2019 | nicht qualifiziert |